# Aïta ach-Chab
Aïta ach-Chab (عيطا الشعب) est un village du Liban du Sud près de la frontière avec Israël. Il a été en grande partie détruit par l'armée israélienne en 2024, durant la guerre entre Israël et le Hezbollah.

## Description
Il est situé sur la chaîne du Jabal Amel.
Le village est tourné vers l'activité agricole et plus particulièrement la culture du tabac.
En 2010 il compte 11 000 habitants enregistrés, dont 6000 y résident de manière permanente.
En 2023 le village comptait 13 500 habitants avant le début de la guerre entre Israël et le Hezbollah, qui débute le 8 octobre 2023 ; la plupart ont quitté leurs foyers en raison de la guerre.

## Histoire

### Occupation israélienne, 1978-2000
Il se situe dans la zone sous occupation israélienne entre 1978 et 2000. Après le départ de l'armée israélienne en 2000, de nombreux habitants qui l'avaient abandonné sont revenus, le nombre de constructions dans le village augmente alors de 50%.

### Conflit israélo-libanais de 2006
Le village est le théâtre d'une bataille entre l'armée israélienne et le Hezbollah qui constitue le facteur immédiat du conflit israélo-libanais de 2006. Le 12 juillet 2006, un accrochage entre combattants du Hezbollah et soldats de l'armée israélienne a lieu près de Aïta ach-Chab. La bataille provoque la mort de huit soldats israéliens et deux soldats sont capturés. Des combats intenses se déroulent dans la ville et au moins neuf soldats israéliens ont été tués.
Pendant ce conflit, ‘Aita al-Cha‘b, proche de la frontière sud du Liban, est considéré dans ce pays comme un symbole de la résistance libanaise. Le Hezbollah y avait mené une guérilla contre l’armée israélienne, qui avait alors détruit au moyen de bulldozers militaires Caterpillar D-9 un des deux quartiers formant le village, « Hara Tahta ». L'autre quartier, « Hara Fawqa », a subi des bombardements israéliens massifs. 85% des maisons au total avaient été détruites. Selon L'Orient-Le Jour, le village avait été anéanti par l'armée israélienne.
Le village est formé de deux quartiers, « Hara Tahta » et« Hara Fawqa », qui existaient depuis au moins 250 ans.
Aïta ach-Chaab est en partie reconstruit par le suite.

## Destruction lors de la guerre Israël-Hezbollah en 2024
Lors de la guerre Israël-Hezbollah Aïta al-Shaab est le village du Liban le plus ciblé par l'aviation israélienne depuis le 8 octobre 2023.
Le 5 juin 2024 des images satellites analysées par Reuters montrent le village devenu en grande partie un champ de ruines. Selon Andreas Krieg, du King's College de Londres, les images des frappes indiquent que l'aviation israélienne a largué des bombes de 900 kg sur le village.
Le village est en grande partie détruit en octobre 2024.